# San Biagio Saracinisco
San Biagio Saracinisco – miejscowość i gmina we Włoszech, w regionie Lacjum, w prowincji Frosinone.
Według danych na rok 2004 gminę zamieszkiwało 366 osób, 11,8 os./km².